# Body By Beth
Body By Beth é uma série de televisão brasileira de comédia exibida pelo TNT em parceria com o streaming Max numa coprodução com a Migdal Films e a Warner Bros. Discovery entre 14 de outubro e 2 de dezembro de 2024, em 10 episódios, totalizando 1 temporada.
Criada por Carolina Castro com a colaboração de Gabriel Meyohas, Cacau Hygino, Carolina Warchavsky, George Ferreira e Luciana Fregolante, conta com a direção de Gigi Soares e Alice Demier.  Com uma abordagem leve e bem-humorada, a série mergulha em temas como padrões de beleza, dinâmicas familiares e os desafios da reinvenção em um mercado cada vez mais competitivo. 
É estrelada por Marisa Orth, Diogo Vilela, Verônica Debom, Victor Lamoglia, Guilherme Weber, Ana Hikari e Gabriela Loran nos personagens principais.

## Premissa
A trama acompanha Beth (Marisa Orth), uma ex-estrela das academias cariocas dos anos 1980 e 1990, que enfrenta novos desafios ao lado de sua família. Seu ex-marido, Ricardo Manuel, conhecido como Ri-Man (Diogo Vilela), é um ex-halterofilista que agora comanda um estúdio de yoga com seu parceiro Ronaldo (Guilherme Weber). Juntos, eles precisam lidar com os filhos Carol (Verônica Debom) e Daniel (Victor Lamoglia), enquanto tentam manter a academia da família funcionando diante da concorrência de uma grande rede fitness tecnológica. A série explora, com humor, questões relacionadas a padrões de beleza, relações familiares e a necessidade de se reinventar em um mercado competitivo.

## Produção

### Concepção
A série foi criada por uma equipe de roteiristas composta por Carolina Castro, Gabriel Meyohas, Cacau Hygino, Carolina Warchavsky, George Ferreira e Luciana Fregolante. A direção ficou a cargo de Gigi Soares e Alice Demier. A produção executiva foi liderada por Marcelo Guerra.

### Filmagens
As filmagens de Body by Beth ocorreram no Rio de Janeiro, buscando capturar a essência das academias cariocas e o contraste entre o estilo clássico e as novas tendências fitness. A ambientação foi cuidadosamente planejada para refletir a atmosfera das academias dos anos 1980 e 1990, período em que a protagonista, Beth, alcançou o auge de sua carreira. Além disso, foram utilizadas locações que evidenciam o contraste entre a academia tradicional de Beth e a moderna concorrência que se instala nas proximidades.
Um dos principais desafios enfrentados pela equipe de produção foi equilibrar o tom cômico da série com a abordagem de temas relevantes, como padrões de beleza, relações familiares e os desafios da vida profissional. A escolha do elenco foi fundamental para atingir esse objetivo, reunindo atores experientes na comédia e no drama, como Marisa Orth e Diogo Vilela. A química entre o elenco principal contribuiu para a dinâmica familiar retratada na série, adicionando profundidade às interações cômicas.

## Elenco e personagens

### Principais personagens
- Maria Elisabeth "Beth" Aguiar (interpretada por Marisa Orth): uma ex-musa fitness dos anos 1980 e 1990 que, fiel aos métodos tradicionais, reluta em aderir às novas tecnologias enquanto enfrenta o desafio de manter sua academia competitiva em um mercado cada vez mais moderno e digitalizado.
- Ricardo Manuel "Ri-Man" (interpretado por Diogo Vilela): um ex-halterofilista e ex-marido de Beth, pai de Carolina e Daniel, que trocou o fisiculturismo pela espiritualidade ao abrir um estúdio de yoga com seu parceiro, Ronaldo. No entanto, em meio a uma crise pessoal e questionando seu dom espiritual, ele decide se unir a Beth para resgatar a antiga academia da família e enfrentar os desafios do mercado fitness moderno..
- Ronaldo Bastos (interpretado por Guilherme Weber): um homem equilibrado e sereno, atual parceiro de Ri-Man e co-proprietário do estúdio de yoga, trazendo estabilidade e visão para o negócio.
- Carolina "Carol" Aguiar (interpretada por Verônica Debom): filha de Beth e Ri-Man, uma publicitária recém-demitida e desacreditada no mercado, que lida com os desafios dos padrões de beleza impostos pela sociedade. Apesar de suas próprias inseguranças, usa sua experiência em marketing para ajudar os pais a revitalizar a academia.
- Daniel Aguiar (interpretado por Victor Lamoglia): filho caçula de Beth e Ri-Man, ele enfrenta a pressão das expectativas familiares e sociais enquanto busca seu próprio caminho. Em segredo, mantém um relacionamento com Lu e vê na modernização da academia uma chance de renovação, entrando em conflito com a resistência da mãe às novas tecnologias.
- Luciene "Lu" Tavares (interpretada por Ana Hikari): instrutora da academia e influenciadora digital, Lu é uma jovem ambiciosa que busca crescer no mundo fitness. Determinada e estratégica, ela mantém um relacionamento secreto com Daniel.
- Cintia Braga (interpretada por Gabriela Loran): a divertida e carismática recepcionista da academia, que com seu humor afiado e espontâneo, adiciona leveza à rotina do local. Além de ser peça-chave no funcionamento da academia, também se envolve nas dinâmicas familiares, trazendo momentos de humor.
- Soraya Cristina (interpretada por Rô Sant’Anna): amiga e cliente fiel de Beth.
- Maria Amélia (interpretada por Pia Manfroni) : amiga e cliente fiel de Beth.

### Recorrentes e participações especiais
- Gillray Coutinho como Dr. Brálio
- Tom Seraphim como Mauro
- Paulo César Grande como Braço
- Pablo Pêgas como Teko
- Thiago Justino como Zé Bob Rodrigues
- Helga Nemeczyk como Carla
- Lummy Kin como Lorena
- Andrey Lopes como Alex

## Episódios
| Temporada | Temporada | Episódios | Exibição              | Exibição              |
| Temporada | Temporada | Episódios | Estreia de temporada  | Final de temporada    |
| --------- | --------- | --------- | --------------------- | --------------------- |
|           | 1         | 10        | 14 de outubro de 2024 | 2 de dezembro de 2024 |

## Lançamento
A série estreou em 14 de outubro de 2024, com os dois primeiros episódios exibidos na TNT às 22h30. Na plataforma Max, os cinco primeiros episódios foram disponibilizados na mesma data, enquanto os cinco episódios finais chegaram ao streaming em 25 de novembro de 2024. A divulgação contou com trailers e entrevistas com o elenco, destacando a combinação de humor e temas contemporâneos presentes na série.
A parceria entre a Migdal Films e a Warner Bros. Discovery permitiu que Body by Beth alcançasse uma ampla audiência, sendo exibida tanto na televisão por assinatura, através do canal TNT, quanto na plataforma de streaming Max. Essa estratégia de distribuição visou atingir diferentes segmentos de público, ampliando o alcance da série e facilitando o acesso dos espectadores aos episódios.

## Repercussão

### Resposta da crítica

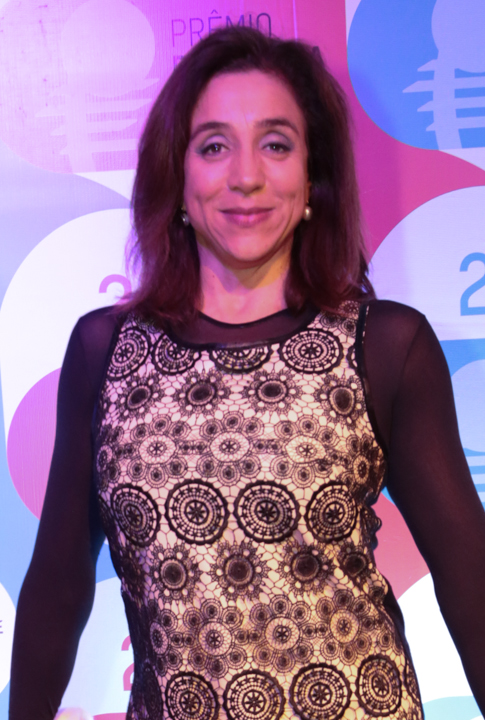
O desempenho de Marisa Orth foi elogiado pela crítica.

Body by Beth recebeu uma recepção mista por parte da crítica especializada. Enquanto as atuações do elenco principal, especialmente de Marisa Orth e Diogo Vilela, foram amplamente elogiadas, o roteiro e a abordagem cômica dividiram opiniões. Orth, no papel de Beth, foi destacada por sua energia carismática e habilidade em equilibrar o humor com a vulnerabilidade da personagem. Sua química com Vilela, que interpreta Ri-Man, também foi apontada como um dos pontos fortes da série, remetendo a clássicos da comédia brasileira.

A colunista Luciana Coelho, da Folha de S.Paulo, destacou que, apesar do talento de Marisa Orth e Diogo Vilela, o texto da série não correspondeu às expectativas, apresentando um humor considerado ultrapassado. A série busca explorar temas contemporâneos, como padrões de beleza, envelhecimento e conflitos familiares, inserindo debates sobre etarismo, gordofobia e o culto ao corpo de forma natural e através de diálogos inteligentes.